# XXXTentacion
Джасей Дуейн Рікардо Онфрой (англ. Jahseh Dwayne Ricardo Onfroy; 23 січня 1998, Плантейшн, Флорида — 18 червня 2018, Дірфілд-Біч, Флорида), відомий під псевдонімом XXXTentacion (вимовляється як укр. Екс-екс-екс Тентасьйон) — американський репер, співак та автор пісень. Його творчість часто торкалася тем депресії, внутрішньої боротьби та емоційної вразливості, що знайшло відгук у молодіжній аудиторії.
В 2013 році почав публікувати музику на платформу SoundCloud. Став різко набувати популярності на початку 2016 року завдяки конфлікту з репером Drake, який використав без дозволу його трек під назвою «Look At Me!». Вважався першопрохідцем саунд-клауд репу, суміші Lo-Fi музики, трепу та хіп-хопу.
Його дебютний альбом — «17» — побачив світ 25 серпня 2017 року та посів другу сходинку на Billboard 200. Сингл з альбому — «Jocelyn Flores» — посів дев'ятнадцяте місце на Billboard Hot 100. 16 березня 2018 року вийшов його другий альбом — «? (question mark)», пісня з якого — «SAD!» — зайняла найвищу в історії кар'єри Джасея позицію, зайнявши сьому сходинку в чарті Billboard Hot 100 за два тижні після виходу та перемістившись на першу після смерті виконавця, та набрала понад 1,2 мільярда переглядів на YouTube.

## Біографія
Джасей Дуейн Онфрой народився 23 січня 1998 року у місті Плантейшн, Флорида, США, але більшу частину свого дитинства провів у Лодергіллі. Його мати (Клеопатра Бернард) — американка, батько (Дуейн Онфрой) — житель Ямайки. Через погане фінансове становище матері, своє дитинство Онфрой провів разом із бабусею в Помпано-Біч та Лодергілл. Мав єгипетське, індійське, німецьке, італійське та ямайське коріння. У шестирічному віці напав з ножем на чоловіка, який намагався скривдити його матір. Перед тим, як його змусили жити з бабусею, Онфрой потрапив до програми для проблемної молоді.
Його зацікавлення музикою розпочалось, коли його тітка переконала хлопця записатися до шкільного хору, а пізніше й до церковного хору. Невдовзі його вигнали зі шкільного хору, через напад на одного з учнів. Через низку бійок, Онфроя незабаром також вигнали зі школи. Після його мати поселила Джасея до Шеріданського будинку (християнської організації, яка надавала притулок та освіту для 12-15 річних дітей), де провів шість місяців та почав слухати ню-метал, важкий рок, реп та навіть спробував навчитися гри на гітарі та піаніно. Згодом навчався у середній школі Пайпер, але покинув навчання в десятому класі.
У липні 2016 року Джасея взяли під арешт та висунули обвинувачення за грабіж з використанням смертоносної зброї. Внісши заставу в розмірі $10 000, репер ненадовго повернувся до звичного життя. На початку жовтня його знову заарештували та звинуватили в незаконному позбавленні волі, тиску на свідка та нападі з нанесенням тілесних ушкоджень вагітній жертві (колишній дівчині репера на ім'я Женева). Суд відкладали багато разів, і все ж 26 березня 2017 року Онфрой знову вийшов на волю під заставу.
З часом наближені до Екса люди почали помічати зміни в його характері. Джасей почав займатися благодійницькою діяльністю та пропагувати серед своєї міцної фан-бази ідею нести людям позитивну енергію, мир і добро. Багато артистів, що співпрацювали з ним, привселюдно висловлювали Онфрою вдячність за поради й моральну підтримку.

## Смерть
18 червня 2018 року на репера напали четверо осіб, коли той виїджав з мотосалону. Нападники перекрили своїм автомобілем дорогу, та спробували викрасти його сумку з грошима, а коли репер почав чинити опір один із грабіжників вистрілив у нього кілька разів, інший забрав його сумку «Louis Vuitton» після чого вони сіли в машину та втекли з місця злочину. Онфроя госпіталізували у важкому стані. Повідомлялось, що від отриманих травм репер впав у кому. Згодом поліція округу Броуард повідомила, що хлопець, якого важко поранили, помер у лікарні.

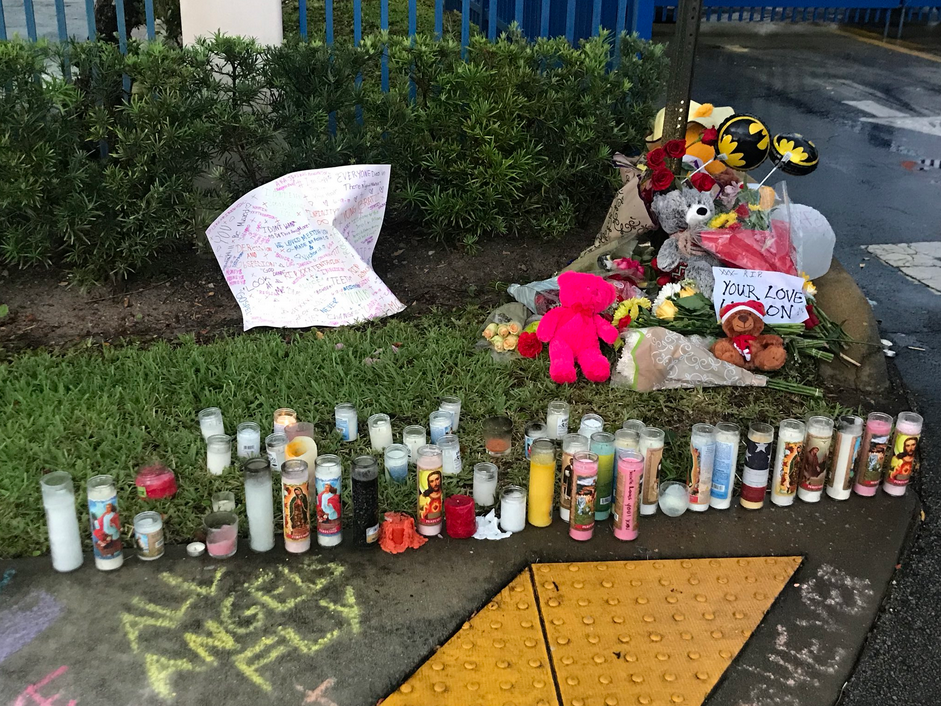
Вшанування співака після його смерті.

27 червня 2018 року тисячі фанів зібралися разом у Санрайзі, аби пом'янути свого кумира. Захід організувала мати виконавця.
Через 3 дні після смерті репера його мати, Клеопатра Бернард, оголосила, що його дівчина Дженезіс Санчес вагітна.
Фінальне слухання у справі вбивства Джасея Онфроя відбулося аж 20 березня 2023 року. Троє обвинувачених Дедрік Уільямс (головний організатор злочину), Майкл Боутрайт (стріляв в репера), Трейвон Ньюсом (погрожував зброєю, але не стріляв) були визнані винними у вбивстві першого ступеня. Їх засудили до довічного ув'язнення без можливості умовно-дострокового звільнення. 
Що стосується четвертого учасника злочину Роберта Аллена, він відігравав менш активну роль у нападі, але був присутній під час скоєння злочину. Аллен вирішив співпрацювати зі слідством, в результаті він дав свідчення проти інших учасників, що сприяло їхньому засудженню. Через цю співпрацю Роберт отримав більш м'яке покарання, але точний термін його ув'язнення ще остаточно не вирішений на момент оголошення вироку решті учасників.

## Кар'єра
Розпочав свою музичну кар'єру 2013 року, повернувшись з-під ув'язнення у виховній колонії, куди потрапив за володіння зброєю. Опублікував свій перший трек — «News/Flock» (наразі видалений самим виконавцем) — на платформі SoundCloud. За ґратами познайомився та потоваришував зі Стоуклі Клевоном Голборном, який більш відомий під псевдонімом Ski Mask The Slump God. На волі XXXTentacion приєднався до реп-гурту Very Rare, який створив Ski Mask The Slump God, а згодом навпаки — Стоуклі долучився до гурту Members Only, який створив XXXTentacion.
21 листопада 2014 року Онфрой видав свій дебютний мініальбом «The Fall». У 2016 світ побачив ще один мініальбом «Willy Wonka Was a Child Murderer», на створення якого Джасея надихнув важкий метал та інді музика. Репер залишив свою роботу у кол-центрі, адже його музична кар'єра стрімко пішла вгору. Згодом він перевидав трек «Look at Me», який, зрештою, посів тридцять четверту сходинку на Billboard Hot 100. Канадського репера на ім'я Drake звинуватили у використанні схожого флоу у ще не випущеній пісні «KMT» (до офіційного виходу Drake виконав трек на концерті в Амстердамі).
18 квітня 2017 року завантажив три нових треки на SoundCloud, а 16 травня 2017 року світ побачив мікстейп «Revenge», який містив вісім раніше випущених пісень. 25 серпня 2017 року вийшов його дебютний альбом — «17», який посів 7 сходинку на Billboard 200. 17 листопада Онфрой повідомив про скорий вихід другого студійного альбому — «Bad Vibes Forever». 11 грудня 2017 року світ побачив мініальбом під назвою «A Ghetto Christmas Carol», а 14 грудня 2017 року Онфроя знову тимчасово взяли під арешт за порушення правил застави.
У грудні 2017 року Джасей розповів, що планує випустити ще 3 нових альбоми в найближчий час, та зауважив, що вони будуть різножанрові.
21 лютого 2018 року XXXTentacion випустив сингл «HOPE», що присвячений стрілянині у школі Паркленд.
2 березня 2018 року X випустив перші дві пісні з альбому «? (question mark)». Перша пісня має назву «SAD!», друга — «changes».16 березня 2018 року XXXTentacion повністю випустив альбом «? (question mark)», який складається з 17 треків, якщо не брати до уваги передмову. 31 березня 2018 року альбом дебютував на першій позиції у хіт-параді Billboard Top 200.
6 жовтня 2018 року XXXTentacion'а посмертно номіновано на премію «2018 BET Hip Hop Awards», в якій репер здобув перемогу в номінації «Найкращий новий хіп-хоп артист». У грудні 2018 року світ побачив його третій студійний альбом «Skins», виданий посмертно.
6 грудня 2019 року XXXtentacion випустив другий і водночас останній посмертний альбом «Bad Vibes Forever»[джерело?].